# Бруххаузен-Фильзен
Бруххаузен-Фильзен (нем. Bruchhausen-Vilsen) — община в Германии, в земле Нижняя Саксония.
Входит в состав района Дипхольц. Подчиняется управлению Бруххаузен-Фильзен. Население составляет 7000 человек (на 31 декабря 2010 года). Занимает площадь 41,31 км².

## Население
| Год  | Численность | Численность |
| ---- | ----------- | ----------- |
| 2016 | 8974        | [ 4 ]       |
| 2017 | 9078        | [ 1 ]       |
| 2019 | 9070        | [ 5 ]       |
| 2021 | 9109        | [ 6 ]       |
| 2022 | 9325        | [ 7 ]       |
| 2023 | 9270        | [ 2 ]       |

## Фотографии

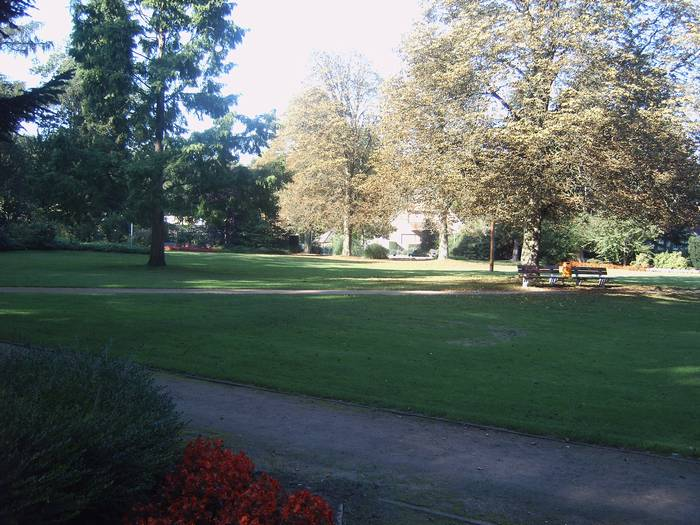
Парк
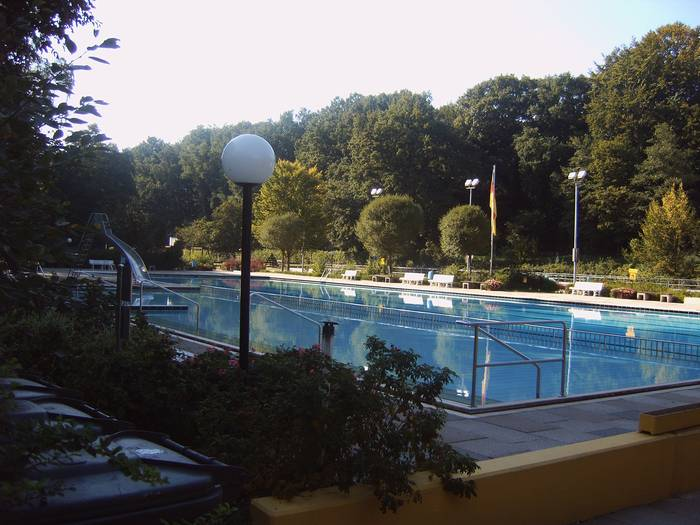
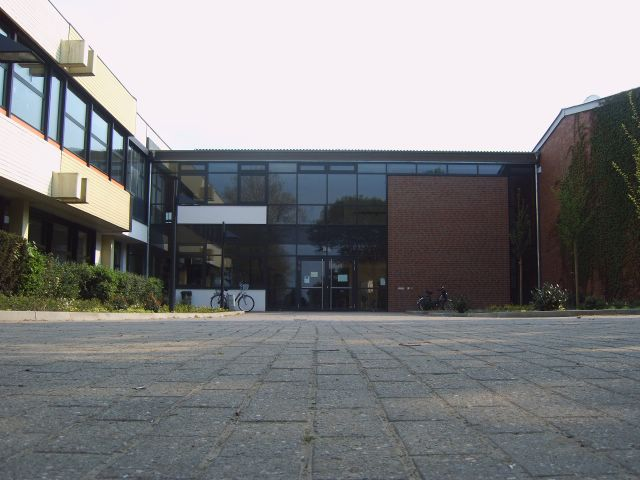
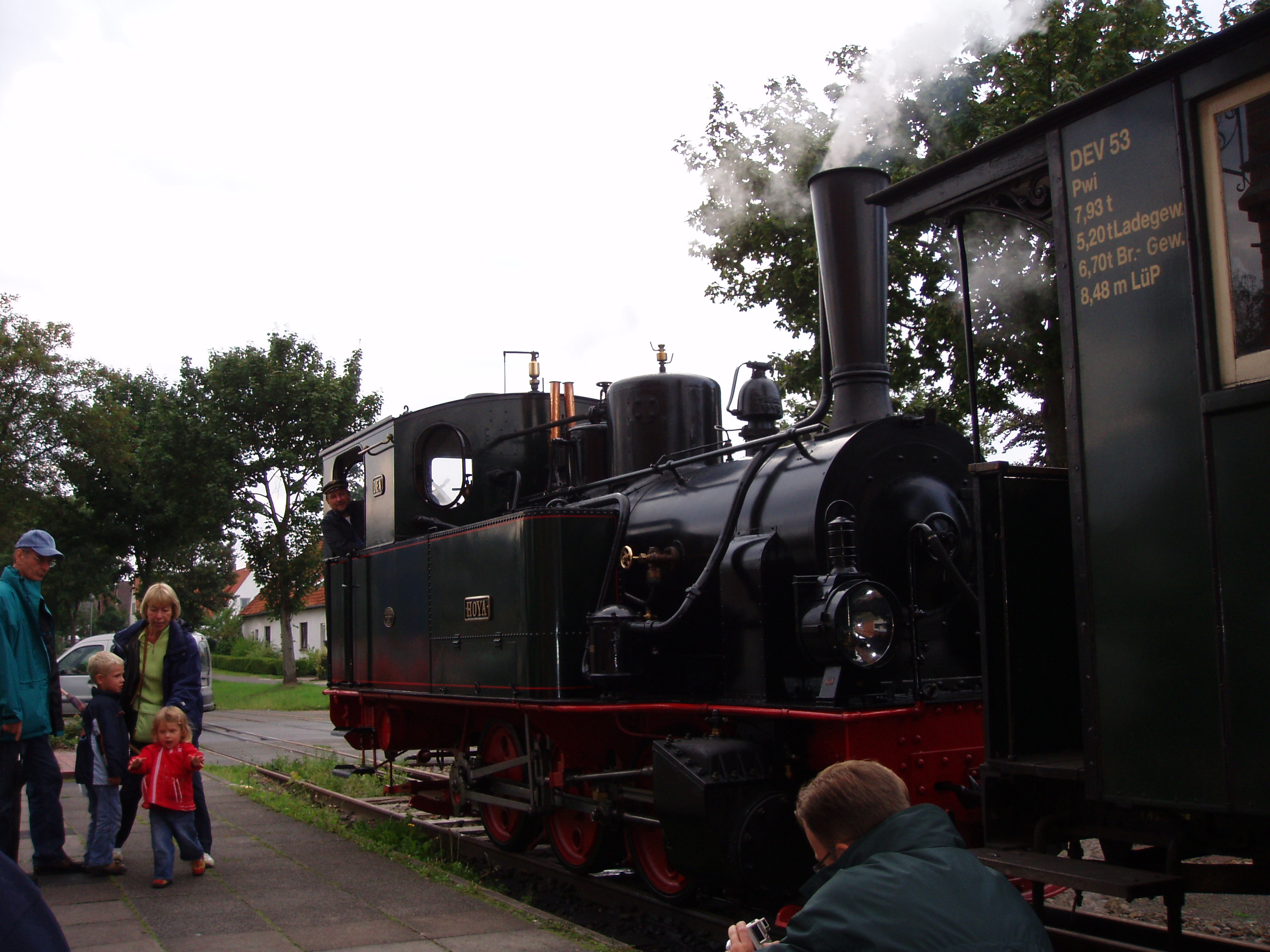
Вокзал
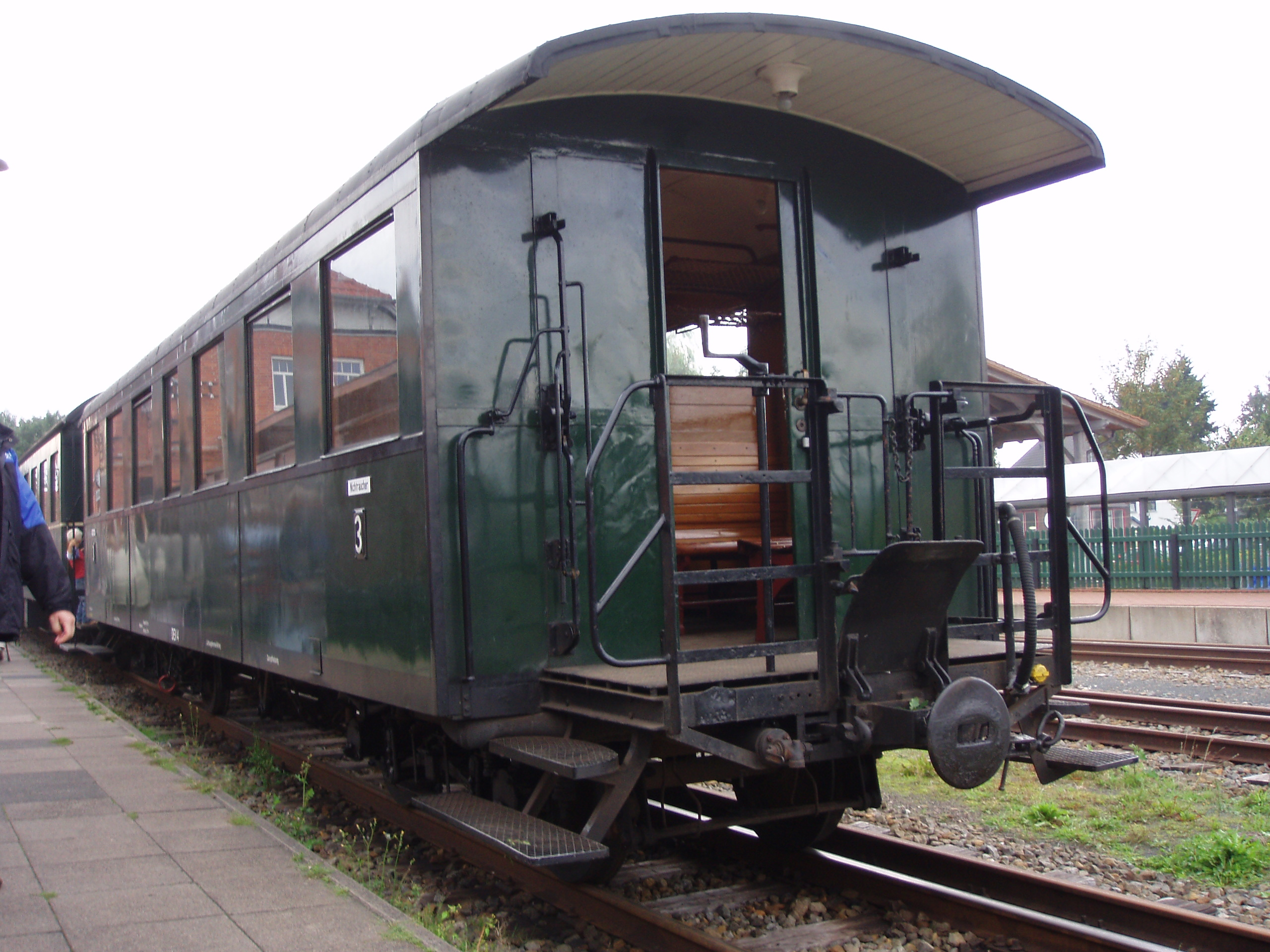
Музей
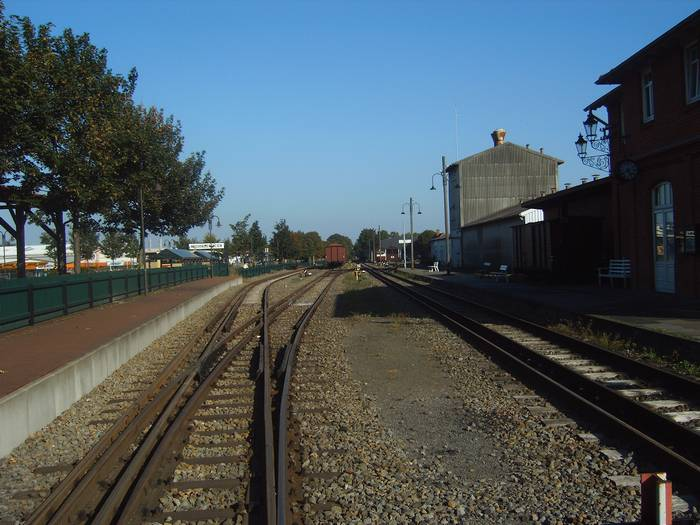
Вокзал
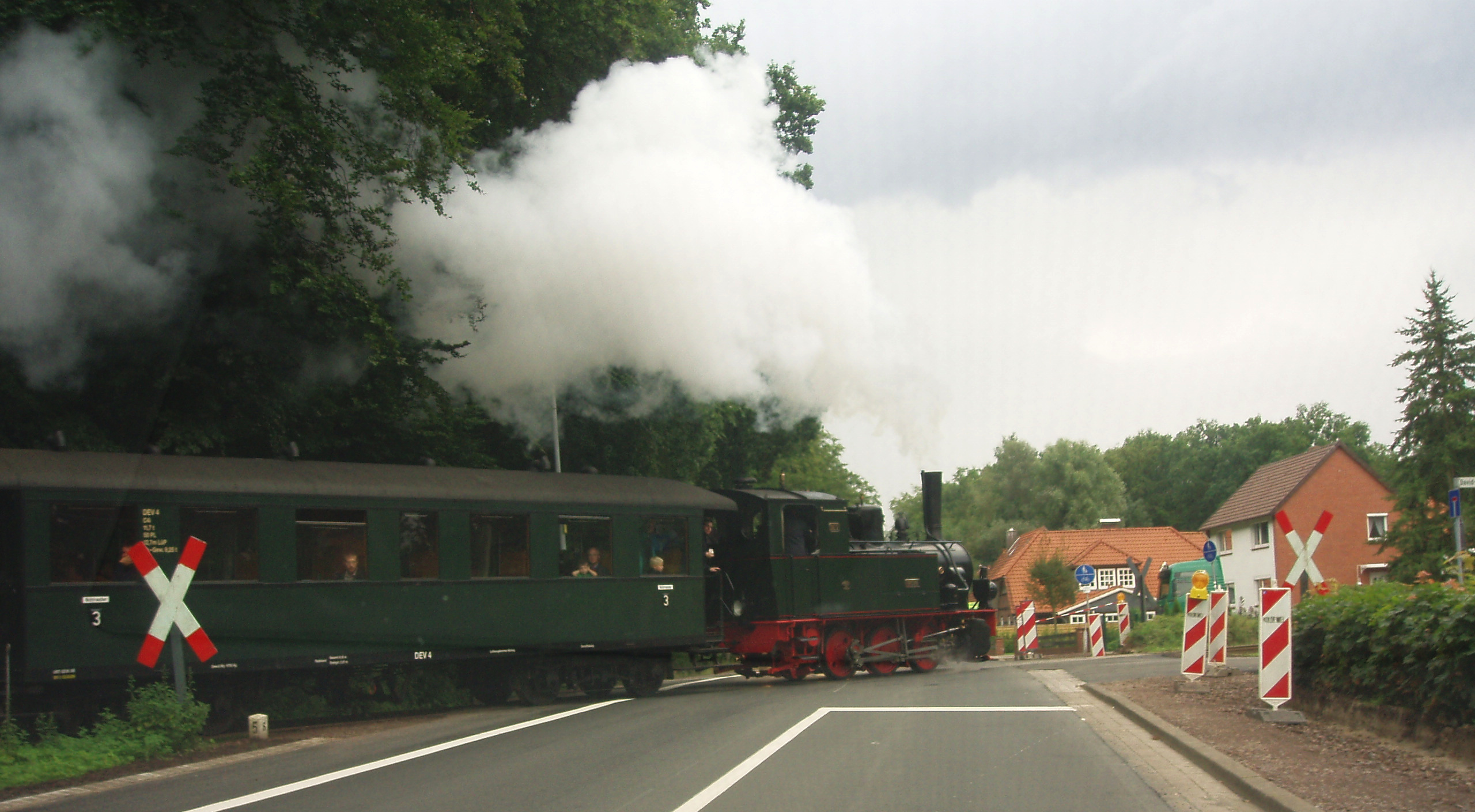